# Свендсен, Бригитт Виктория
Бригитт Виктория Свендсен (норв. Birgitte Victoria Svendsen; род. 14 декабря 1957 года, Норвегия) — норвежская актриса театра и кино. Большинство ролей Бригитт Виктория сыграла в театре. Является выпускницей Национального академического театра. С 1990 года она работает в Новом театре Осло.

## Фильмография
| Год  | Название                        | Персонаж                |
| ---- | ------------------------------- | ----------------------- |
| 1983 | Galgemannen                     | Мария                   |
| 1986 | Замок грёз                      | Трине-Лизе              |
| 1989 | 1814 (мини-сериал)              | Элс Хансдаттер Торсен   |
| 1993 | Выше, чем небо                  | Венхе                   |
| 1996 | Тигесен                         | Астрид                  |
| 1998 | Нини (сериал)                   | Лоун Лорентзен          |
| 2000 | Четыре праздника (мини-сериал)  | Джули                   |
| 2001 | Fjortis (сериал)                | Грета, мать Монса       |
| 2003 | Женщина в моей жизни            | няня                    |
| 2005 | За царским столом (мини-сериал) | Бйорг Ларсен, секретарь |
| 2005 | Hos Martin (сериал)             | госпожа Вагле           |
| 2007 | Вторая половина                 | Ида                     |
| 2007 | Во власти женщины               | мать                    |
| 2008 | Ланч                            | Турид                   |
| 2008 | Ночь волка                      | городская               |
| 2009 | Хороший номер «два» (сериал)    | Бенедикт Стангеланд     |
| 2009 | Везунчики                       | Анне                    |
| 2010 | Письмена на стене               | Сольвейг Брандт         |
| 2011 | Йорген + Анна = правда          | бабушка Беаты           |
| 2012 | Завоеватель (мини-сериал)       | Асе                     |
| 2013 | Отель «Цезарь» (сериал)         | Янне Ланганген          |